# Juliette Atkinson
Ne pas confondre avec Kathleen Atkinson, sa sœur cadette également joueuse de tennis.
Juliette Paxton Atkinson Buxton (née le 15 avril 1873 à Rahway, New Jersey - décédée le 12 janvier 1944 à Lawrenceville, Illinois) est une joueuse de tennis américaine de la fin du XIXe siècle et début du XXe siècle.
Multiple gagnante de l'US Women's National Championship (notamment en simple dames en 1895, 1897 et 1898), elle est membre du International Tennis Hall of Fame depuis 1974.
Elle est la sœur aînée de Kathleen, avec qui elle a aussi remporté le double dames à deux reprises (1897 et 1898).

## Palmarès (partiel)

### Titres en simple dames
| No | Date       | Nom et lieu du tournoi                  | Catégorie | Surface      | Finaliste       | Score                   |          |
| -- | ---------- | --------------------------------------- | --------- | ------------ | --------------- | ----------------------- | -------- |
| 1  | 25/06/1895 | US National Championships, Philadelphie | G. Chelem | Gazon (ext.) | Helen Hellwig   | 6-4, 6-3, 6-2           | Parcours |
| 2  | 1896       | Canadian Championships                  |           | NC           | NC              | NC                      |          |
| 3  | 15/06/1897 | US National Championships, Philadelphie | G. Chelem | Gazon (ext.) | Elisabeth Moore | 6-3, 6-3, 4-6, 3-6, 6-3 | Parcours |
| 4  | 1897       | Canadian Championships                  |           | NC           | NC              | NC                      |          |
| 5  | 14/06/1898 | US National Championships, Philadelphie | G. Chelem | Gazon (ext.) | Marion Jones    | 6-3, 5-7, 6-4, 2-6, 7-5 | Parcours |
| 6  | 1898       | Canadian Championships                  |           | NC           | NC              | NC                      |          |

### Finales en simple dames
| No | Date       | Nom et lieu du tournoi                  | Catégorie | Surface      | Vainqueure        | Score              |          |
| -- | ---------- | --------------------------------------- | --------- | ------------ | ----------------- | ------------------ | -------- |
| 1  | 17/06/1896 | US National Championships, Philadelphie | G. Chelem | Gazon (ext.) | Elisabeth Moore   | 6-4, 4-6, 6-2, 6-2 | Parcours |
| 2  | 1899       | Cincinnati tournament, Cincinnati       |           | Dur (ext.)   | Myrtle McAteer    | 7-5, 6-1, 4-6, 8-6 |          |
| 3  | 1901       | Cincinnati tournament, Cincinnati       |           | Dur (ext.)   | Winona Closterman | 6-2, 8-6, 6-1      |          |

### Titres en double dames
| No | Date       | Nom et lieu du tournoi                 | Catégorie | Surface      | Partenaire        | Finalistes                           | Score                   |          |
| -- | ---------- | -------------------------------------- | --------- | ------------ | ----------------- | ------------------------------------ | ----------------------- | -------- |
| 1  | 12/06/1894 | US National Championships Philadelphie | G. Chelem | Gazon (ext.) | Helen Hellwig     | Amy Williams Annabella Wistar        | 6-4, 8-6, 6-2           | Parcours |
| 2  | 25/06/1895 | US National Championships Philadelphie | G. Chelem | Gazon (ext.) | Helen Hellwig     | Elisabeth Moore Amy Williams         | 6-2, 6-3, 12-10         | Parcours |
| 3  | 17/06/1896 | US National Championships Philadelphie | G. Chelem | Gazon (ext.) | Elisabeth Moore   | Annabella Wistar Amy Williams        | 6-4, 7-5                | Parcours |
| 4  | 15/06/1897 | US National Championships Philadelphie | G. Chelem | Gazon (ext.) | Kathleen Atkinson | Mrs. Frank Edwards Elizabeth Rastall | 6-2, 6-1, 6-1           | Parcours |
| 5  | 14/06/1898 | US National Championships Philadelphie | G. Chelem | Gazon (ext.) | Kathleen Atkinson | Carrie Neely Marie Wimer             | 6-1, 2-6, 4-6, 6-1, 6-2 | Parcours |
| 6  | 1899       | Cincinnati tournament Cincinnati       |           | Dur (ext.)   | Myrtle McAteer    | Winona Closterman Julia Doherty      | 6-1, 6-2, 6-3           |          |
| 7  | 1901       | Cincinnati tournament Cincinnati       |           | Dur (ext.)   | Marion Jones      | Winona Closterman Lilly Wilshire     | 3-6, 7-9, 6-3, 9-7, 6-2 |          |
| 8  | 25/06/1901 | US National Championships Philadelphie | G. Chelem | Gazon (ext.) | Myrtle McAteer    | Marion Jones Elisabeth Moore         | Forfait                 | Parcours |
| 9  | 21/06/1902 | US National Championships Philadelphie | G. Chelem | Gazon (ext.) | Marion Jones      | Maud Banks Winona Closterman         | 6-2, 7-5                | Parcours |

### Titres en double mixte
| No | Date       | Nom et lieu du tournoi                 | Catégorie | Surface      | Partenaire   | Finalistes                   | Score         |          |
| -- | ---------- | -------------------------------------- | --------- | ------------ | ------------ | ---------------------------- | ------------- | -------- |
| 1  | 12/06/1894 | US National Championships Philadelphie | G. Chelem | Gazon (ext.) | Edwin Fisher | A. McFadden Gustav Remark    | 6-3, 6-2, 6-1 | Parcours |
| 2  | 25/06/1895 | US National Championships Philadelphie | G. Chelem | Gazon (ext.) | Edwin Fisher | Amy Williams Mantle Fielding | 4-6, 8-6, 6-2 | Parcours |
| 3  | 17/06/1896 | US National Championships Philadelphie | G. Chelem | Gazon (ext.) | Edwin Fisher | Amy Williams Mantle Fielding | 6-2, 6-3, 6-3 | Parcours |

## Parcours en Grand Chelem (partiel)
Si l’expression « Grand Chelem » désigne classiquement les quatre tournois les plus importants de l’histoire du tennis, elle n'est utilisée pour la première fois qu'en 1933, et n'acquiert la plénitude de son sens que peu à peu à partir des années 1950.

### En simple dames
| Année | - | - | Championnat de France | Championnat de France | Wimbledon | Wimbledon | US National     | US National     |
| ----- | - | - | --------------------- | --------------------- | --------- | --------- | --------------- | --------------- |
| 1894  | - | - | -                     | -                     | -         | -         | 1/2 finale      | Bertha Townsend |
| 1895  | - | - | -                     | -                     | -         | -         | Ch. R. victoire | Helen Hellwig   |
| 1896  | - | - | -                     | -                     | -         | -         | Ch. R. finale   | Elisabeth Moore |
| 1897  | - | - | -                     | -                     | -         | -         | Ch. R. victoire | Elisabeth Moore |
| 1898  | - | - | -                     | -                     | -         | -         | Ch. R. victoire | Marion Jones    |
| 1901  | - | - | -                     | -                     | -         | -         | 1/2 finale      | Elisabeth Moore |
| 1902  | - | - | -                     | -                     | -         | -         | 1/2 finale      | Carrie Neely    |

À droite du résultat, l’ultime adversaire.

### En double dames
| Année | - | - | Championnat de France | Championnat de France | Wimbledon | Wimbledon | US National            | US National              |
| ----- | - | - | --------------------- | --------------------- | --------- | --------- | ---------------------- | ------------------------ |
| 1894  | - | - | -                     | -                     | -         | -         | Victoire Helen Hellwig | Amy Williams A. Wistar   |
| 1895  | - | - | -                     | -                     | -         | -         | Victoire Helen Hellwig | E. Moore Amy Williams    |
| 1896  | - | - | -                     | -                     | -         | -         | Victoire E. Moore      | A. Wistar Amy Williams   |
| 1897  | - | - | -                     | -                     | -         | -         | Victoire K. Atkinson   | Mrs. Edwards E. Rastall  |
| 1898  | - | - | -                     | -                     | -         | -         | Victoire K. Atkinson   | Carrie Neely Marie Wimer |
| 1901  | - | - | -                     | -                     | -         | -         | Victoire M. McAteer    | Marion Jones E. Moore    |
| 1902  | - | - | -                     | -                     | -         | -         | Victoire Marion Jones  | Maud Banks W. Closterman |

Sous le résultat, la partenaire ; à droite, l’ultime équipe adverse.

### En double mixte
| Année | - | - | - | - | Wimbledon | Wimbledon | US National           | US National               |
| ----- | - | - | - | - | --------- | --------- | --------------------- | ------------------------- |
| 1894  | - | - | - | - | -         | -         | Victoire Edwin Fisher | A. McFadden Gustav Remark |
| 1895  | - | - | - | - | -         | -         | Victoire Edwin Fisher | Amy Williams M. Fielding  |
| 1896  | - | - | - | - | -         | -         | Victoire Edwin Fisher | Amy Williams M. Fielding  |

Sous le résultat, le partenaire ; à droite, l’ultime équipe adverse.